# Laniarius bicolor
Laniarius bicolor е вид птица от семейство Malaconotidae.

## Разпространение
Видът е разпространен в Ангола, Ботсвана, Габон, Замбия, Зимбабве, Камерун, Република Конго, Демократична република Конго и Намибия.